# Aska Yang
Aska Yang,de sa véritable identité Zongwei Yang (chinois traditionnel : 楊宗緯 ; chinois simplifié : 杨宗纬 ; pinyin : Yáng Zōngwěi) , est un chanteur taiwanais né le 4 avril 1978 à Taoyuan (Taïwan). Il s'est fait connaître en remportant l'édition 2007 de l'émission de télévision un million stars dont Il a été aussi voté« le concurrent le plus populaire» par SMS . Après sa participation à l'émission, Aska étais aussi divinisé « le roi de colombes » et « le Dieu de chansons à faire pleurer». Son premier album, colombe,qui était sorti le 11 janvier 2008 fut le champion de vente en premier semestre de l’année 2008. Puis en 2011 joint les rangs de Universal Music Group, il a sorti le 26 août son deuxième album intitulé Pure, produit par Jonathan Lee. Cet album était tout de suite un succès commercial en se classant premier  du Top sur G-music à taiwan . Le 29 mars 2013，son troisième album, premier amour, sera sorti avec le même producteur par Universal Music Group.

## Biographie
En 2007, Aska Yang était un des concurrents d'un télécrochet musical intitulé en anglais One million star (trad :超級星光大道 ; simp :超级星光大道 ; pinyin : chāo jí xīng guāng dà dào) qui l'est des plus populaires sur la télé taïwanaise. C'est grosso modo l’équivalent de Nouvelle Star en France, ou d'American Idol aux États-Unis. Aska a facilement battu ses concurrents. Sa voix puissante et sa capacité d'interprétation attirèrent des millions de spectateurs qui adorent sa musique. À travers le vote par SMS, il fut aussi nommé « le concurrent le plus populaire » de la première saison de One million Star.
Avec sa grande popularité, il demeura en tête des recherches sur Internet. Sur le site de Yahoo, dans le classement des personnes les plus célèbres de Taïwan,  il a été nommé en première position pendant sept semaines consécutives, avec un écart considérable entre lui et la personne en deuxième position. Après le lancement du Club de Dix Mille Fans sur Yahoo! Taïwan au mois de mars 2007, le nombre de ses fans a atteint 30 000 personnes en trois mois. En deux mois, il y eut trois millions de visites sur le blog d’Aska. Il a battu le record de couverture sur le tabloïd en édition quotidienne Apple Daily, un journal populaire à Taïwan.
Aska Yang est nommé dans le répertoire Taïwan – Qui est Qui 2007-2008. Il s'est classé au deuxième rang sur Yahoo en tant que personne de l'année 2007 à Taïwan. En 2007, il était au deuxième rang du quotidien Unified Star et au premier rang pour le quotidien Apple Daily. Il est cité comme l'une des 5 révélations de l'année 2007 sur SinaNet.

## Discographie

### Chez HIM International Music
| Date de parution | Album                                       | Le titre de la chanson |
| ---------------- | ------------------------------------------- | --- |
| 2007-06-29       | Réunion étoiles(星光同學會)                 | Otage (人質) Trahir (背叛) Juste croire (只要我相信)                                                                           |
| 2007-10-05       | Hier, aujourd'hui, demain(昨天, 今天, 明天) | Ailes brisées (多餘) - ezPeer+ La première place pendant 22 semaines consécutives - KKBox La première place pendant 4 semaines |

### ChezWarner Music Group
| Date de parution | Album                                                                     | Le titre de la chanson |
| ---------------- | ------------------------------------------------------------------------- | --- |
| 2008-01-11       | Colombe(鴿子)                                                             | - céder(Give way 讓) - Le vent de bonheur(Wind of Happiness 幸福的風) - colombe(Dove 鴿子) - oignon(Onion 洋蔥) - retrouve-t-on en amour? (Way back into love? 重來好不好) - Un beau jour(One Day) - Qui va me changer?(Who will Change Me 誰會改變我) - épargner l'amour(Save love 存愛) - Un Assoiffé d'amour(Thirsty for love 對愛渴望) - rappelle le désert(Recall the Desert 回憶沙漠) - Tu vois(You See 你看) |
| 2008-08-15       | Star! Start! Aska Yang Live Concert( Star! Start! 星空傳奇 Live Concert ) | - Céder(Give way 讓) - Qui va me Changer？(Who will Change Me？誰會改變我) - Parfois(Sometimes有時候沒時候) - Car tu es bon avec moi(Because You're Good To Me) - Monica(Monica) - Il fait si chaud(It's So Hot天氣這麼熱) - Rizières(Rice Paddies美麗的稻穗) - Tristesse dans la nuit de lune(Sorrow In The Moon Night月夜愁) - Demain，un jour au soleil?(Tomorrow，a sunny day?明日晴れるかな) - A-Niu (A-Niu阿牛) - Ailes brisées(Broken Wings多餘) - Le vent de bonheur(Wind of Happiness幸福的風) - Sexy Back(Sexy Back) - Les Enfants de Dragon(The Dragon Children龍的傳人) - Levez vos mains si vous m'aimez(Put your hands up if you love me愛我的請舉手) - Un Assoiffé d'amour(Thirsty for love對愛渴望) - Réadaptation (Rehab) - Sourire éternel(Everlasting Smille永遠的微笑) - Vous ne me faites pas du tout confiance(You Don't Trust Me At All) - Tu Vois + Retrouve-t-on en amour? (You See + Way back into love?你看＋重來好不好) - Brise Légère du matin(Gentle Breeze In The Morning 微風早晨) - rappelle le désert(Recall the Desert回憶沙漠) - Pour moi à l'avenir ？(To The Future Me 給未來的自己) - les yeux bleus(Blue eyes藍眼睛) - le voyage vagabond？(The wandering Journey流浪記) - Rencontrer+Fin du carrousel(Meet up + End Of The Merry-Go-Round遇見＋迴旋木馬的終端) - Colombe(Dove鴿子) - Pleurer(Cry哭了) - Otage(Hostage人質) - Trahison(Betrayal背叛) - Retour d'amour(Return of Love聽說愛情回來過) - Oignon(Onion洋蔥) - Un beau Jour(One Day) |

### Chez Hua Yi Frères
| Date de parution | Album                               | Le titre de la chanson         |
| ---------------- | ----------------------------------- | ------------------------------ |
| 2009-05-17       | Bleu Indigo Vient de Nan (青出於楠) | - Mon Soleil (My sun 我的太陽) |

### ChezUniversal Music Group
| Date de parution | Album                    | Le titre de la chanson |
| ---------------- | ------------------------ | --- |
| 2011-08-26       | Pure Aska (原色)         | - la Vérité de l'amour (The truth of love 底細) - Perle Précieuse (Precious Pearl 懷珠) - Lumière dans l'ombre (light in the shadow 光影) - Les Oubliés (the forgotten 被遺忘的) - Avidité (Greed 饞) - Parce que je suis célibataire (Because I am single 因為單身的緣故) - Prélude (prelude 前戲) - La jungle de l'amour (love jungle 蠻荒情場) - Qui a tort chanté (wrong lyrics 唱錯歌詞) - Voleur de Temps (thief of time 時間神偷) - Cet Homme (that man 那個男人) |
| 2013-03-29       | Le premier amour (初.愛) | - Ne rien laisser entre nous (其實都沒有) - Oubliez-moi (忘了我) - Je voudrais te dire (想對你說) - le chuchotement (低迴) - Le premier amour (初愛) - Rien n'est impossible (沒有什麼不能) - L'innocence (無邪) - L'inconstance (無常) - En sortant (出走) - Le long du chemin (這一路走來) |

### Chez Océan Papillon Musique
| Date de parution | Album                                                  | Le titre de la chanson |
| ---------------- | ------------------------------------------------------ | --- |
| 2011-01-23       | Pour vous rencontrer (in order to meet you 為了遇見你) | Pour vous rencontrer (in order to meet you 為了遇見你) - la série télévisée ' Amour et Destin' la chanson-thème - Avec Qi Wei |

### ChezTH Entertainment
| Date de parution | Album                                         | Le titre de la chanson |
| ---------------- | --------------------------------------------- | --- |
| 2013-08-07       | La chanson n'est pas encore terminée(歌未央） | La chanson n'est pas encore terminée(歌未央) - La beauté du paysage de Taiwan pour promouvoir le tourisme à Taiwan, sélectionné par TSTA |
| 2013-09-12       | Le brillant (閃耀）                           | Le brillant (閃耀） |